# アガット・ソシャ
アガット・ソシャ（Agathe Sochat、1995年5月21日 - ）は、フランスの女子ラグビー選手。

## プロフィール
- フランス・リモージュ出身[1]。
- ポジションはフッカー(HO)。
- 身長 175cm、体重 75kg
- 女子フランス代表キャップは37（2022年12月現在）。

## 略歴
2022年、ラグビーワールドカップ2021の女子フランス代表に選ばれた

## 受賞歴
- ワールドラグビー女子15人制ドリームチーム:2021年[3]